# 動物の同性愛

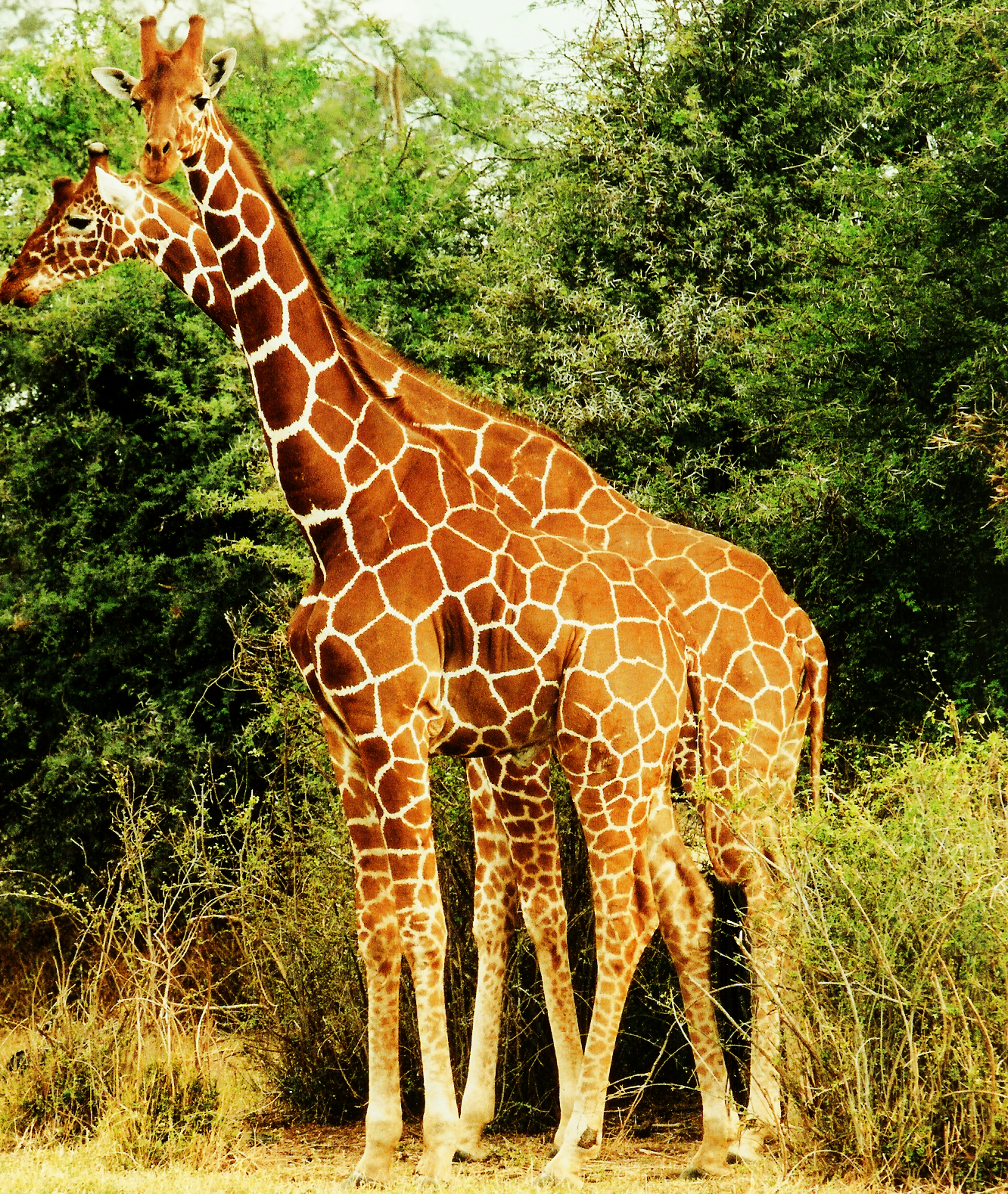
雄同士のキリン

動物の同性愛（どうぶつのどうせいあい。両性愛も含む）は、自然界において広く見られる。動物の性行動には同じ種の間でさえ様々な形態があり、その行動の動機および含意はまだ十分には理解されていない。
1999年のブルース・ベージミル (Bruce Bagemihl)の研究では、交尾に限られない、同性愛的行動が1500に近い種で観察されることが示されていて、このうち500種については十分な典拠があげられている 
。なお、本項における「動物」には人間（ヒト）は含まれない。

## 用語
同性愛（ホモセクシャル）という用語は1868年にカール＝マリア・ケートベニー(Karl-Maria Kertbeny)によって造語されたものであり、本来人間の同性間に見られる性的感情および性行為を記述するためのものであった。動物について同性愛という用語を使用することには主に二つの理由から異論がある。動物の性および動物の性行動の動機となる要因についてはまだ十分には理解されておらず、また同性愛という用語には人間以外の種とは関係のない西洋の文化的含意が多く含まれているためである。それゆえ同性愛的な行動には様々な名称が用いられてきた。動物の同性愛に関しては「ゲイ」や「レズビアン」といった語は使わず、専ら「ホモセクシャル」を用いる。「ゲイ」や「レズビアン」といった単語は人間の性行動に結びついたものと考えられるためである。
動物の選好および動機は常に行動から推測されるものである。したがって、長年にわたって、同性愛という用語は動物の同性愛的行動について用いられている。最近の研究では、同性愛という用語は同性の動物間のあらゆる性行動について使われている。

## 研究
同性間の性行動は、同性間の性行動に対する社会の態度から生じた観察者の偏見のために、最近まで「公式には」大きな規模で観察されることがなかった。しかし、現在では同性間の性行動は社会性鳥類および哺乳類、特に海洋哺乳類および霊長類において広く観察されている。
同性間の性行動が刑務所内の性行動で見られる優劣関係に類似したオスの社会機構および社会的優位に起源があると考えている研究者もいるが、Joan Roughgarden、Bruce Bagemihl、Paul Vaseyのように、性の社会的機能は個体の優位とは必ずしも関係がなく、群れの中での連携および社会的結びつきを強化するのに役立っていると考える研究者もいる。さらに、機会があるにもかかわらずメスとつがいになるのを拒否し、電気的ショックで分かれさせようとしてもオスと生涯をともにするゲイのペンギンがいることを指摘して、社会機構理論に疑問を投げかける研究者もいる。このような同性のつがいに関する報告はまだ裏付けに乏しいものにすぎないが、ヒツジのように単婚ではない種において恒常的なつがいの関係をもった恒常的な同性愛を確認する科学的研究 が増加しているのも事実である。

## 具体例
ニホンザルの場合、同性間の関係は、群れにより割合は異なるが、頻繁に見られるものである。メスは愛情のこもった社会的および性的な活動を特徴とする「求愛」を行う。関係の継続期間は数日から数週間まで様々だが、このような絆がメスの4分の1にまで見られる群れもある。また、このようなペアから強くて長続きする友好関係が生まれることもしばしばである。オスもまた典型的には同年齢の複数のパートナーとともに同性間の関係を持つ。このような関係はじゃれあいの多い愛情のこもった活動をともなう。
ボノボでは、オスもメスも異性愛的および同性愛的行動を行う。特に注目すべきはメスの同性愛である。ボノボの性行動のおよそ60%は2頭以上のメスの間のものだ。ボノボの同性愛的結合システムはいずれの種においても知られている同性愛の中でも最も頻度の高い同性愛を示しているが、同性愛はあらゆる大型の類人猿について報告されていて、ほかの多くの霊長類もまた同様である。
プエルトリコのサンティアゴ島に生息する野生のアカゲザルを観察した研究では、オスはメスよりもオス同士で多く性行動をおこなっていることが分かった。インペリアル・カレッジ・ロンドンの進化生物学教授であるヴィンセント・サヴォライネン氏らは、サンティアゴ島に生息する1700頭のアカゲザルからなるコロニーを観察し、そのうち236頭のアカゲザルのオスが行った性行動や血統について調査した。2017年、2019年、2020年の合計72日間、1日7時間以上アカゲザルの行動を観察したところ、236頭のオスのうちメスにマウンティングしていたのは46%で、72%がオスへのマウンティングを行なっていたことが分かった。研究者は遠くから観察していたため、実際にオスのペニスが相手のオスの肛門へ挿入されたかを目視で確認することはできなかったが、マウンティングされたオスの一部では肛門から精子を確認することができたという。
アフリカゾウおよびアジアゾウのオスは同性間できずなを結び、マウンティングを行う。このような出会いはしばしば、キス、鼻のからみ合わせ、おたがいの口の中に鼻を入れるといった愛情のこもった相互行為をともなう。この出会いは異性愛の営みに類似したもので、オスはしばしば鼻を相手の背中に伸ばして、マウンティングしたいという意図を示す行為を目立たせる。常につかの間の性格の異性愛の関係と違い、オス同士の関係は1頭の年長の個体と1頭または2頭の年少の個体とで構成される「仲間づきあい」になる。同性間の関係はオス・メスのどちらにおいても広く頻繁に見られ、捕獲されたアジアゾウの場合性的出会いのおよそ45%が同性間の活動に向かっている。
アメリカバイソンは同性愛行動を一般的にしめすウシ亜科の哺乳類である。オス同士の求愛、マウンティング、肛門への交尾器の挿入が記録されている。また、メス同士のマウンティングはウシではよくみられることである。さらに、間性のバイソンも存在する。
キリンの場合、Bruce Bagemihlによると、交尾するつがいのうちの9割はオス同士である。
ヒツジに関する2003年10月のCharles E. Roselli博士ら（オレゴン健康・科学大学）の研究によると、オスの同性愛（雄羊の8%で発見された）は「ヒツジ性的二型核」(oSDN)とよばれる雄羊の脳の領域と関連がある。同性愛を示すオスのヒツジのoSDNは異性愛のオスのそれの半分の大きさである。
「メスを好む雄羊のoSDNはオス指向の雄羊および雌羊のそれよりもかなり大きく、多くのニューロンを含んでいた。さらに、メス指向の雄羊のoSDNではテストステロンをエストラジオール（典型的なオスの性行動を促進すると信じられているエストロゲンの1種）に変換する酵素であるアロマターゼがより高い濃度で作用した。アロマターゼの作用はオス指向の雄羊と雌羊との間では違いがなかった」
「oSDNを構成するニューロンの高密度なクラスターはシトクロムP450にアロマターゼを作用させる。oSDN内のアロマターゼmRNAの濃度は雌羊よりもメス指向の雄羊においてかなり高かった。一方、オス指向の雄羊ではその中間の濃度で作用している」。この結果は「性的パートナーの好みの違いは脳の解剖学的構造およびそのエストロゲン合成能力の違いと関連がある」ことを示している。
ただし、このヒツジ（この研究でサンプルとなったのは27頭）に関する研究では、2頭のオスがつながれていて2頭のメスがつながれていないという状態の檻のなかで、メスと交尾することができないオスで同性愛がみられたとしているが、この点に欠陥があるという見解が存在することは注意されるべきである。というのも、ヒツジの交尾は攻撃的な性格を持つので、オスとメスとで異なった扱いをすると、この研究結果は単にオスはメスと交尾できるほど攻撃的にはなれなかったことを証明しているにすぎないという見方もできるからである。さらに、この研究結果はまだほかの研究によって確認されていない。
シロトキのオスは、水銀の摂取によって同性のつがいを作ることがある。その数は水銀の摂取量が多いほど増え、実験で0.3 ppmの水銀を含んだエサを与えられたグループは、55%のオスが同性とつがいを作った。

## リスト
ここでは、同性間の性行動が観察された種を列挙する。
（注）このリストは英語版en:List of animals displaying homosexual behaviorからの翻訳である。

### 哺乳類
フクロネコ形目：オブトスミントプシス、タスマニアデビル、チャアンテキヌス、ヒメフクロネコ
双前歯目：アカカンガルー、アカクビワラビー、（キノボリカンガルー属）アカキノボリカンガルー、アカネズミカンガルー、アカフサオネズミカンガルー、（カンガルー属）エレガントワラビー、オオカンガルー、オグロワラビー、クアッカワラビー、（カンガルー属）クロカンガルー、（カンガルー属）ケナガワラビー、コアラ、（イワワラビー属）シマオイワワラビー、バービッジイワワラビー（カンガルー属）スナイロワラビー、ダマヤブワラビー、（キノボリカンガルー属）ドリアキノボリカンガルー、フクロギツネ
真無盲腸目：（ハリネズミ科）オオミミハリネズミ
翼手目：アブラコウモリ属、インドオオコウモリ、ウサギコウモリ、コウライクビワコウモリ、コモロオオコウモリ、トビイロホオヒゲコウモリ、ドーベントンコウモリ、ナミチスイコウモリ、ノレンコウモリ、ハイガシラオオコウモリ、ヤマコウモリ属、ロドリゲスオオコウモリ
霊長目：アカゲザル、オランウータン、（マカク属）カニクイザル、ガラゴ属、キンシコウ、（マーモセット科）クチヒゲタマリン、（マカク属）クロザル、（オナガザル亜科）ゲラダヒヒ、（オマキザル科）コモンマーモセット、ゴリラ、（オナガザル亜科）サバンナモンキー、シシオザル、（マーモセット科）ジョフロイタマリン、（オマキザル属）シロガオオマキザル、シロテテナガザル、（オナガザル亜科）スーティマンガベイ、（オナガザル亜科）タラポアン属、チンパンジー、テングザル、（マカク属）トンケアンモンキー、（オマキザル属）ナキガオオマキザル、ニホンザル、（コロブス亜科）ニルギリラングール、（オマキザル属）ノドジロオマキザル、（オナガザル亜科）パタスモンキー、ハヌマンラングール、フクロテナガザル、フサオマキザル、（マカク属）ブタオザル、（マカク属）ベニガオザル、ベローシファカ、ボノボ、（マカク属）ボンネットモンキー、マカク属、マントヒヒ、（マカク属）ムーアモンキー、（ガラゴ属）モホールガラゴ、（マーモセット科）ライオンタマリン属、リスザル、（マーモセット科）ワタボウシタマリン
登木目：コモンツパイ、ホソツパイ、ヤマツパイ
重歯目：ウサギ、ワタオウサギ
齧歯目：（リス科）オリンピックマーモット、カナダヤマアラシ、カンガルーネズミ、キタリス、（リス科）シラガマーモット、（シマリス属）チビシマリス、（ネズミ科）トゲホップマウス、ドブネズミ、ネズミ、（リス科）ハイイロリス、ハムスター、（テンジクネズミ属）パンパステンジクネズミ、（テンジクネズミ科）ブラジルクイ、（テンジクネズミ属）ペルーテンジクネズミ（クイ）、（テンジクネズミ科）モコ、モルモット
海牛目：アメリカマナティー、ジュゴン
長鼻目：アジアゾウ、アフリカゾウ属
奇蹄目：インドサイ、ウマ、サバンナシマウマ、ヤマシマウマ、（ウマ科）モウコノウマ
鯨偶蹄目：アカシカ、アフリカスイギュウ、アメリカアカシカ、アメリカバイソン、（シカ科）インドキョン、（ウシ科コーブ属）ウォーターバック、ウシ、（ヤギ亜科）ウリアル、（シカ科）オジロジカ、ガゼル属、キョン、キリン、（ペッカリー科）クチジロペッカリー、（ペッカリー科）クビワペッカリー、（ガゼル属）グラントガゼル、（イノシシ科）ケープイボイノシシ、（ウシ科）コーブ、シフゾウ、ジャコウウシ、スイギュウ、スプリングボック、ダマジカ、トナカイ、（ガゼル属）トムソンガゼル（ヤギ亜科）ドールシープ、ニホンジカ、（ヤギ亜科）ノヤギ、ノロジカ、バッファロー、バーバリシープ、（シカ科）バラシンガジカ、（ヤギ亜科）バーラル、ビクーニャ、ビッグホーン、ヒツジ、（ヤギ亜科）ヒマラヤタール、（ウシ科コーブ属）プークー、ブタ、プロングホーン、ペッカリー科、ヘラジカ、マウンテンゴート、（ヤギ亜科）マーコール、（ヤギ亜科）ムフロン、ヤギ、ヨーロッパバイソン、（ウシ科コーブ属）リーチュエ、レイヨウ、アマゾンカワイルカ、イロワケイルカ、オキゴンドウ、コククジラ、コビトイルカ、シャチ、シロイルカ、スジイルカ属、スジイルカ、タイセイヨウセミクジラ、タイセイヨウマダライルカ、ナガスクジラ、ネズミイルカ、ハシナガイルカ、ハンドウイルカ、ホッキョククジラ、マイルカ属、マッコウクジラ
食肉目：アカギツネ、アメリカグマ、アライグマ、イヌ、インドライオン、（アシカ科）オーストラリアアシカ、（アシカ科）キタオットセイ、キタゾウアザラシ、キツネ、（マングース科）コビトマングース、ゴマフアザラシ、セイウチ、ゼニガタアザラシ、タイリクオオカミ、タヌキ、チーター、テン、（アシカ科）ニュージーランドアシカ、ネコ、ハイイロアザラシ、ハイイログマ、ヒグマ、ブチハイエナ、ホッキョクグマ、ライオン、トラ、ラッコ

### 鳥類
ダチョウ目：アメリカレア、エミュー、ダチョウ
コウノトリ目：アオアシシギ、アオサギ、アマサギ、（カモメ科）アメリカオオセグロカモメ、アメリカセグロカモメ、ウミガラス属、ウミガラス、エリマキシギ、オオハシウミガラス、オオワシ、オニアジサシ、カモメ、（カモメ科）カリフォルニアカモメ、カワウ、（カイツブリ科）ギンカイツブリ、（カモメ科）ギンカモメ、クサシギ属、クサシギ、（セイタカシギ族）クロセイタカシギ、（カモメ科）クロワカモメ、コアホウドリ、ゴイサギ、コサギ、コフラミンゴ、コモンシギ、シュバシコウ、シュモクドリ、ショウジョウトキ、（カイツブリ科）シラガカイツブリ、シロエリハゲワシ、セイタカシギ、セグロカモメ、ゾウゲカモメ、チリーフラミンゴ、ハヤブサ属、（サギ科）ヒメアカクロサギ、ベニアジサシ、ベニイロフラミンゴ、ミツユビカモメ属、ミヤコドリ、ムナグロ属、ユリカモメ、（ウ科）ヨーロッパヒメウ、ヨーロッパフラミンゴ、（カモメ科）ワライカモメ
ペンギン目：キングペンギン、ジェンツーペンギン、ヒゲペンギン、フンボルトペンギン、アデリーペンギン
カモ目：アメリカオシ、（ガン族）エジプトガン、カナダガン、（ガン族）クビワアカツクシガモ、コクチョウ、コスズガモ、コブハクチョウ、ツクシガモ、（ハクチョウ亜科）ナキハクチョウ、（オタテガモ族）ニオイガモ、ハイイロガン、ハクガン、マガモ、ミカヅキシマアジ、ワキアカヒドリ
キジ目：（キジ科）エリマキライチョウ、キジオライチョウ、シチメンチョウ、ニワトリ
ツル目：ツル、（クイナ科）セイケイ、（クイナ科）タスマニアオグロバン、（クイナ科）ネッタイバン
ハト目：カワラバト、（ハト科）ジュズカケバト、ハト
オウム目：（オウム科）キエリボタンインコ、コザクラインコ、（オウム科）コハナインコ、（オウム科）コボウシインコ、（オウム科）ジャマイカインコ、（オウム科）ショウジョウインコ、（オウム科）ズグロゴシキインコ、セキセイインコ、（オウム科）ソデジロインコ、（オウム科）ネズミガシラハネナガインコ、（オウム科）ムジボウシインコ、（オウム科）メキシコインコ、（オウム科）モモイロインコ、ワカケホンセイインコ、（オウム科）ワカナインコ
フクロウ目：（フクロウ科）オニアオバズク、メンフクロウ
ハチドリ目：アンナハチドリ、（カギハシハチドリ亜科）ユミハシハチドリ
ブッポウソウ目：アオハラニシブッポウソウ、ヒメヤマセミ
キツツキ目：（キツツキ亜科）ドングリキツツキ、（キツツキ亜科）ヒメコガネゲラ
スズメ目：（ニワシドリ科）アオアズマヤドリ、アオガラ、アカカザリフウチョウ、（ハタオリドリ亜科）アカガタホウオウ、（アリドリ科 ）アオメウロコアリドリ、イエスズメ、（カザリドリ亜科）イワドリ、（マイコドリ亜科）エンビセアオマイコドリ、（ハタオリドリ亜科）オウゴンチョウ、オオフウチョウ、カケス、（ムクドリモドキ族）キゴシツリスドリ、（ハタオリドリ亜科）キタキンランチョウ、キンカチョウ、（アメリカムシクイ族）クロズキンアメリカムシクイ、（カラス族カササギ属）Pica (pica) hudsonia（仮の和名クロバシカササギ）、コウウチョウ、コウロコフウチョウ、（コトドリ科）コトドリ、サンショクツバメ、ジュウシマツ、ショウドウツバメ、ズアオアトリ、（ヒワ族）スコットランドイスカ、（マイコドリ亜科）セアオマイコドリ、（モズ科）セアカモズ、（ハエトリ亜科）チャバラオリーブハエトリ、トゲオヒメドリ、（ムクドリ科）トサカムクドリ、ニシコクマルガラス、（カラス族）ヌレバカケス、（ハタオリドリ亜科）ハイガシラシュウダンハタオリ、（カザリドリ亜科）ハゲガオカザリドリ、（ニワシドリ科）フウチョウモドキ、（アリドリ科 ）ホオジロニショクアリドリ、（ヒタキ族）マダラヒタキ、ミドリツバメ、（ハタオリドリ亜科）ミナミキンランチョウ、（カラス族）メキシコカケス、ルリツグミ、ワタリガラス

### 爬虫類
カメ目：（リクガメ科）サバクゴファーガメ、（ヌマガメ科）モリイシガメ
有鱗目：Plestiodon egregius （仮の和名アカオトカゲ）、（クサリヘビ科）アカダイヤガラガラヘビ、アゴヒゲトカゲ属、（イグアナ科）アノールトカゲ亜科、（ハシリトカゲ属）Cnemidophorus tessellatus（仮の和名イチマツハシリトカゲ）、（イグアナ科ゼンマイトカゲ属） Leiocephalus inaguae（仮の和名イナグアゼンマイトカゲ）、（ヤモリ科）オガサワラヤモリ、（ナミヘビ科）ガーターヘビ、ガーマンアノール、ガラガラヘビ、（イグアナ科）キューバグリーンアノール、グリーンアノール、（ハシリトカゲ属）Cnemidophorus velox（仮の和名コウゲンシマハシリトカゲ）、コモンアミーバ、Aspidoscelis uniparens（仮の和名サバクソウチハシリトカゲ）、（ハシリトカゲ属）Cnemidophorus exsanguis（仮の和名チワワマダラハシリトカゲ）、ヌママムシ、（ナミヘビ科）パインヘビ属、（クサリヘビ科）パシフィックガラガラヘビ、（イグアナ科）ハリトカゲ属、（トガゲモドキ科）バンドトカゲモドキ、（トカゲ属）ファイブラインスキンク、フクスケアノール、（トカゲ属）ブロードヘッドスキンク、マダラガラガラヘビ、（イグアナ科）ユタ属、（ハシリトカゲ属）Cnemidophorus laredoensis（仮の和名ラレードシマハシリトカゲ）

### 両生類
有尾目：ウスグロサンショウウオ属、（プレソドン科アメリカサンショウウオ属）ジョルダンサラマンダー
無尾目：シベリアスナヒキガエル、トノサマガエル

### 魚類
カダヤシ目: Poecilia mexicana Steindachner(仮の和名 スリコギモーリー)

### 昆虫
ゴキブリ